# Grove City, Pennsylvania
Grove City är en kommun (borough) i Mercer County i Pennsylvania. Vid 2020 års folkräkning hade Grove City 7 871 invånare.